# Флаг Сардинии
Флаг Сардинии (сард. bandera de sa Sardigna, bandera sarda, Sa pandhela de sa Sarđhinna), называемый флагом Четырех мавров или просто Четыре мавра (I quattro mori; Is cuatru morus), представляет и символизирует остров Сардиния (Италия) и его народ. Официально принят автономной областью Сардиния в 1950 году с изменениями в 1999 году. Описывается как «белое поле с красным крестом и забинтованной головой мавра лицом в сторону от флагштока в каждом квартале» (Региональный закон от 15 апреля 1999 г., п. 10, ст. 1).
Флаг состоит из Георгиевского креста и четырех голов мавров, которым в прошлом были изображены не с перевязанным лбом, а завязанными глазами и повёрнутыми лицами к флагштоку.
На сохранившихся изображениях XVI века ясно показывают повязку на лбу (см. галерею ниже). Наиболее общепринятой гипотезой является то, что головы представляли головы мавританских принцев, побежденных арагонцами. Впервые они появились на печатях Арагонской короны XIII века, хотя и с бородой и без повязки, в отличие от мавров с сардинского флага, которые впервые появились в рукописи второй половины XIV века.
Так же изображение четырех голов мавров с Георгиевским крестом встречалось на гербе Королевства Арагон, в состав которого входил остров Сардиния.

## Галерея

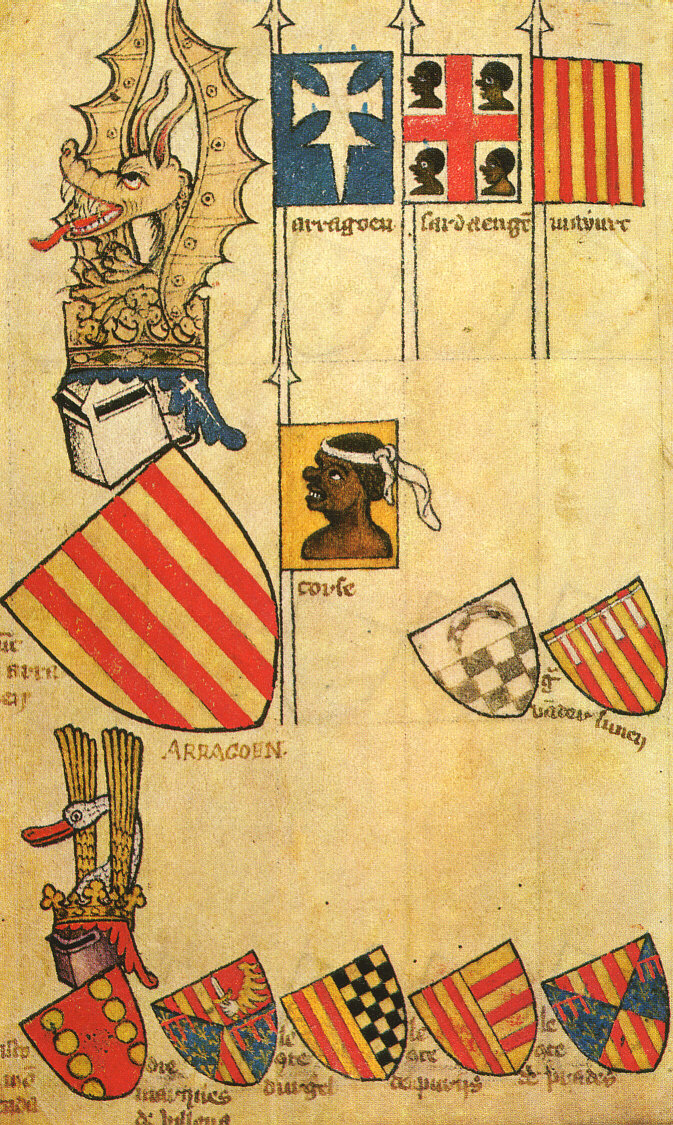
Первое свидетельство о флаге Сардинии. Рукопись Гелре, вторая половина четырнадцатого века
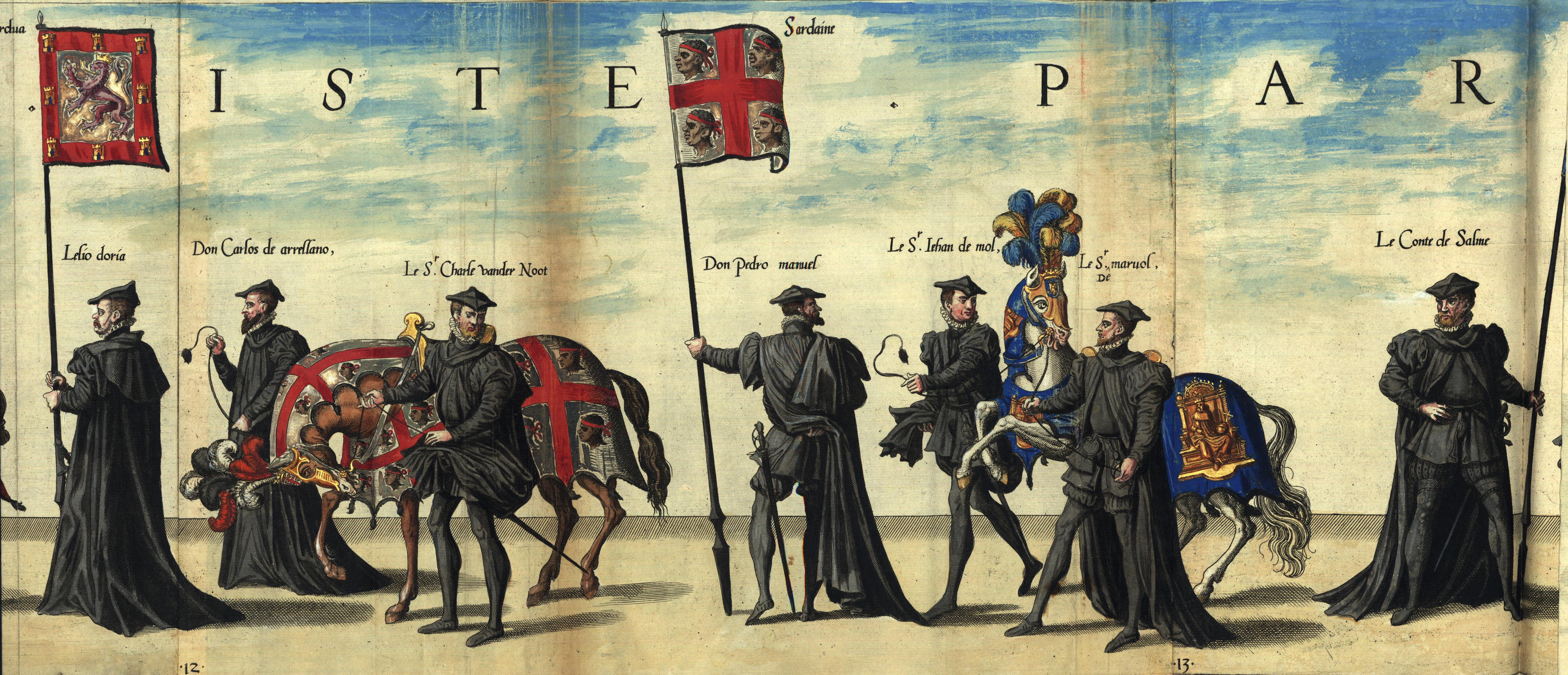
Похоронная процессия Карла V в печатной книге, рисунок 1559 года
Флаг Сардинии с 1950 по 1999 годы
Флаг Королевства Сардиния с 1816 по 1848 годы

## См.также
- Герб Сардинии